# Villamayor de los Montes
Villamayor de los Montes – gmina w Hiszpanii, w prowincji Burgos, w Kastylii i León, o powierzchni 40,71 km². W 2011 roku gmina liczyła 226 mieszkańców.